# Полейкі
Полейкі (пол. Polejki, нім. Polleiken) — село в Польщі, у гміні Йонково Ольштинського повіту Вармінсько-Мазурського воєводства.
Населення — 28 осіб (2011).

## Демографія
Демографічна структура станом на 31 березня 2011 року:
|          | Загалом | Допрацездатний вік | Працездатний вік | Постпрацездатний вік |
| -------- | ------- | ------------------ | ---------------- | -------------------- |
| Чоловіки | 16      | 2                  | 14               | 0                    |
| Жінки    | 12      | 2                  | 7                | 3                    |
| Разом    | 28      | 4                  | 21               | 3                    |